# Список персонажів «Ерго Проксі»
В цій статті наведено список персонажів аніме-серіалу «Ерго Проксі»

## Головні персонажі
Вінсент Ло — іммігрант з міста Моск, який працює на Центр Контролю АвтоРейвів Ромдо, створений для розшуку та знищення заражених АвтоРейвів в Тимчасовому Іммігрантському Секторі.
Він прагне стати повноправним Громадянином Ромдо, але зрештою, не зумівши скинути з себе важкий тягар свого минулого, покидає місто. Невпевнений в собі, страждає втратою пам'яті. Протягом серіалу його зовнішній вигляд та характер змінюється. Має романтичну схильність до Ріл Меєр.
Сейю: Юса Кодзі
Ріл Меєр — інспекторка Бюро Розслідувань та онука правителя Ромдо Донова Меєра.
Вона розслідує обставини ряду вбивств, вочевидь скоєних зараженими вірусом «коґіто» АвтоРейвами. Ріл супроводжує Вінсента в його подорожі, аби дізнатися більше про таємничих Проксі.
Сейю: Сайто Ріе
Піно — заражена вірусом «коґіто» дівчинка АвтоРейв. Дочка Рауля Кріда та Саманти Росс.
Після того, як уряд надав Кріду право на реального сина її планували списати, але невчасна смерть Саманти та її нового сина спонукали Піно втекти з Ромдо. Супроводжує Вінсента в його подорожі. Дуже балакуча та весела.
Сейю: Ядзіма Акіко

## Другорядні персонажі
Іґґі — особистий АвтоРейв, що належить Ріл Меєр. Перебував поруч з Ріл з дитинства. Іґґі заражається вірусом «коґіто» і в нього виникають сильні суперечливі почуття до Ріл: він одночасно любить її як свою господиню, та ненавидить за те, що вона егоїстична та зарозуміла. Він викрадає та замикає Ріл, щоб «захистити» її, і планує вбити Вінсента. Врешті-решт Іґґі жертвує собою, щоб врятувати життя Ріл.
Сейю: Кійоміцу Мідзууті
Рауль Крід — новопризначений генеральний директор Бюро безпеки громадян. Разом з дружиною Самантою вони вдочерили Піно. Пізніше вони отримали дозвіл на народження власного сина. Рауль був вірний системі, але з часом розчаровується і починає зневажати владу, відповідальну за повільний занепад міста. Справно володіє стрілецькою зброєю.
Сейю: Хікару Ханада
Дедал Юмено — головний лікар, який очолює групу дослідження Проксі, директор Відділу охорони здоров'я та соціального забезпечення. Особистий лікар і друг Ріл Меєр. Дедал одержимий Ріл. Після того, як Ріл відправляється з Вінсентом у подорож до міста Моск, Дедал створює клона Ріл з використанням клітин Проксі Монади. Клон дуже швидко дорослішає і покидає Дедала.
Сейю: Кобаясі Санае

Вінсент Ло
Ріл Меєр
Піно
Іґґі
Рауль Крід
Дедал
Проксі Монада
Крістева
Худі

| аніме і манґа | Це незавершена стаття про аніме та манґу. Ви можете допомогти проєкту, виправивши або дописавши її. |